# Telecinesi
La telecinesi és el moviment o distorsió d'objectes amb el poder de la ment, un fet considerat un engany per la majoria de la comunitat científica però que és defensat pels estudiosos de la parapsicologia. La primera menció al terme data d'un escrit de 1890 d'Alexander N. Aksakof. Originàriament, feia menció a moviments causats per éssers sobrenaturals (àngels, dimonis o esperits) però més endavant va passar a significar la modificació conscient de cossos físics sense tocar-los, només amb l'energia sortida del cervell.
No hi ha cap experiment acceptat universalment que provi l'existència del fenomen, ja que les proves i observacions o bé no eren replicables o tenien mancances metodològiques que invalidaven les seves conclusions. Els psicòlegs expliquen la creença en la telecinesi per la tendència a buscar patrons explicatius de successos anormals (clustering illusion) o pel que envolta l'espectacle de la màgia, que causa una suspensió de la credulitat. La James Randi Educational Foundation ofereix un premi d'un milió de dòlars a qui pugui demostrar sense dubtes l'existència de la telecinesi o altres activitats similars, fins al moment sense atorgar.

## Telecinesi a la ficció
El poltergeist i altres successos semblants poden incloure's dins la telecinesi, àmpliament present a la ficció, incloent-hi per exemple:
- Carrie (1976), de Stephen King
- La força de la saga La Guerra de les Galàxies
- Yumi a Codi Lyoko
- Diversos Pokémon
- Mags mitològics, com Merlí, o moderns, com Lord Voldemort
- Akira
- Looper (2012), de Rian Johnson
- Matilda de Roald Dahl
- L'anell de The Crazy Haaks 2
- Jean Grey dels X-Men i Scarlet Witch dels Avengers als còmics Marvel

## Persones a qui s'atribueixen poders de telecinesi
- Uri Geller
- Swami Rama
- Miroslaw Magola